# جووانی گابریلی
جووانی گابریلی (به ایتالیایی: Giovanni Gabrieli؛ زاده حدود ۱۵۵۴/۱۵۵۷ - درگذشت ۱۲ اوت ۱۶۱۲) آهنگساز و ارگ‌نواز اهل ایتالیا بود. او نمایانگر اوج سبک مکتب ونیز در موسیقی است و در زمان تغییر از رنسانس به اصطلاحات باروک، یکی از تأثیرگذارترین نوازندگان زمان خود بود.

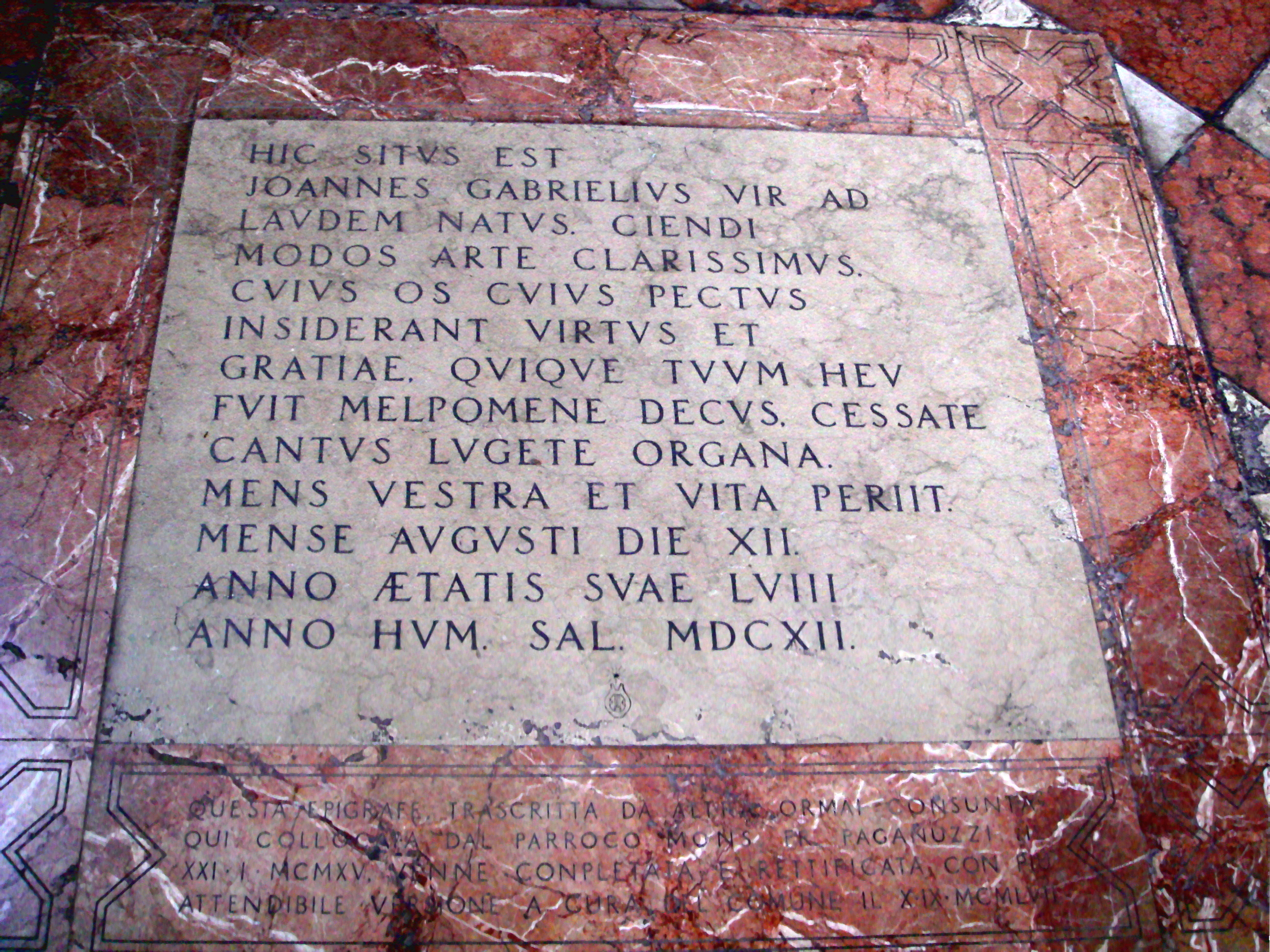
آرامگاه جووانی گابریلی در سانتو استفانو، ونیز